# جاك بيرين (ممثل)
جاك بيرين (بالإنجليزية: Jack Perrin)‏ هو ممثل أمريكي، ولد في 25 يوليو 1896 في الولايات المتحدة، وتوفي في 17 ديسمبر 1967 بهوليوود في الولايات المتحدة بسبب نوبة قلبية.

## وصلات خارجية
- جاك بيرين على موقع جمعية أبحاث البيسبول الأمريكية (الإنجليزية)

- جاك بيرين على موقع IMDb (الإنجليزية)
- جاك بيرين على موقع قاعدة بيانات الفيلم (الإنجليزية)